# 沙末·伊斯迈
阿都·沙末·伊斯迈（1924年4月18日—2008年9月4日），是马来西亚的记者、作者、编辑，曾参与人民行动党创建工作。他曾于1976年被时任内政部长加沙里沙菲宜援引内安法令逮捕，但在1981年马哈迪·莫哈末就任首相后不久获得释放。